# Rakel González-Huedo
Rakel González-Huedo es una actriz española de cine y televisión principalmente. Se dio a conocer en televisión en la serie Hermanas, emitida por Tele5 durante 1998, aunque antes ya había trabajado en cortometrajes como Blanca o la Luna en 1996 siendo tan solo una niña.
Durante esa época participó como invitada en programas como Furor junto con otros niños televisivos de la época así como en una miniserie de 5 episodios que sería emitida por Tele5 durante la programación infantil matinal titulada El último verano y rodada en la isla Conejera. Telecinco también contó con ella para pequeñas apariciones en series como Médico de familia, El comisario o Periodistas, aunque siempre atribuyéndole personajes episódicos sin mucha relevancia.
Sería en 2001 donde se introduciría en el mundo del cine con un pequeño papel en Sagitario, y más tarde en Fausto 5.0 dirigida por La Fura dels Baus y en Juana la Loca de Vicente Aranda. Alternaría rodando otros cortometrajes y apareciendo esporádicamente en series de televisión.
Ya en 2005 sería esta vez Antena 3 quienes la contrataran para interpretar un personaje fijo en la nueva telenovela que estaban preparando,  El auténtico Rodrigo Leal. Esta vez, como es lógico, nos encontramos a una Raquel más crecida y con un aspecto más adulto que el que nos tenía acostumbrados.
Sus apariciones más recientes las encontramos de nuevo en Tele5 en algunos episodios de Hospital Central, donde ya había participado anteriormente.